# Durch einen Spiegel, in einem dunklen Wort
Durch einen Spiegel, in einem dunklen Wort („I et speil, i en gåte“) ist ein Roman des norwegischen Schriftstellers und Philosophen Jostein Gaarder. Der Titel stammt aus dem Hohelied der Liebe im 1. Korintherbrief 13,12 (Lutherbibel 1912) des Paulus von Tarsus.

## Inhalt
Das fünfzehnjährige norwegische Mädchen Cecilie Skotbu wird durch eine schwere Krankheit bettlägerig. Zu Beginn der Weihnachtszeit erscheint ihr ein Engel mit dem Namen Ariel, mit dem sie einen Pakt eingeht: Ariel will ihr die Geheimnisse des Kosmos enthüllen, wenn sie ihm dafür zeigt, wie es ist, als Mensch zu leben und Gefühle zu empfinden und ihm, der dies nur schwer nachempfinden kann, das menschliche Leben erklärt. In zahlreichen Gesprächen, in denen auch Cecilie mehr über ihr eigenes vergängliches Leben erfährt, versuchen Ariel und Cecilie sich gegenseitig zu verstehen, während es Cecilie immer schlechter geht und sie zu sterben droht. Zum letzten Mal in ihrem Leben denkt sie über ihre eigene Existenz nach, bis der Engel Cecilie schließlich auf ihre letzte Reise mitnimmt.

## Personen
- Cecilie Skotbu,
- ihr Bruder Lasse,
- ihre Eltern und Großeltern,
- der Engel Ariel,
- Cecilies Ärztin Kristine und
- Cecilies Freundin Marianne.

## Cinematografie
Der Roman wurde im Jahr 2008 in Norwegen von Jesper W. Nielsen verfilmt. Der Film kam dort am 17. Oktober 2008 in die Kinos. Die Hauptrollen spielen Marie Haagenrud als Cecilie und Aksel Hennie als Engel Ariel. Ein deutscher Kinostart der norwegisch-dänischen Koproduktion von 4 1/2 Film ist nicht bekannt.

## Bibliografie
- Jostein Gaarder: I et speil, i en gåte. Aschehoug, Oslo 1993.
  - Deutsche Ausgabe: Durch einen Spiegel, in einem dunklen Wort. Aus dem Norwegischen übersetzt von Gabriele Haefs. Hanser, München 1996, ISBN 3-446-18071-0.
  - Hörbuchausgabe: Durch einen Spiegel in einem dunklen Wort. Ein Hörspiel. Gesprochen von Hartmut Kirste, Gerd Wameling, Jens Wawrczeck, Krista Posch. Der Hörverlag, München 2005, ISBN 3-89940-686-9.